# Polo Carrera
Polo Carrera, właśc. Paúl Fernando Carrera Velasteguí (ur. 11 stycznia 1945 w Quito) – ekwadorski piłkarz, grający na pozycji pomocnika, trener piłkarski.

## Kariera piłkarska

### Kariera klubowa
W 1960 rozpoczął karierę piłkarską w LDU Quito, w którym występował do 1964. Potem bronił barw Deportivo Quito, ale po roku powrócił do LDU Quito. W 1966 wyjechał do Brazylii, gdzie został piłkarzem Fluminense FC W następnym roku zasilił skład zespołu Barcelona SC. Od 1968 do 1970 bronił barw urugwajskich klubów Peñarol i River Plate Montevideo. Potem występował jeszcze w klubach CD El Nacional, Universidad Católica Quito i América Quito. Również ponownie grał w LDU Quito i Deportivo Quito.

### Kariera reprezentacyjna
W latach 1966–1983 bronił barw reprezentacji Ekwadoru.

## Kariera trenerska
Po zakończeniu kariery piłkarskiej rozpoczął karierę szkoleniową. W 1990 stał na czele LDU Quito. W latach 1992–1997 trenował ESPOLI, CD El Nacional, Aucas i Deportivo Quito.
W 1998 prowadził narodową reprezentację Ekwadoru. W 1999 ponownie został mianowany na głównego trenera ESPOLI.
Od 2000 pracował na wybranych stanowiskach w rządzie ekwadorskim.
W sierpniu 2009 ponownie został trenerem Aucas.

## Sukcesy i odznaczenia

### Sukcesy klubowe
- mistrz Urugwajskiej Primera División: 1968 (z Peñarol)
- mistrz Ekwadorskiej Serie A: 1972 (z CD El Nacional), 1975 (z LDU Quito)

### Sukcesy trenerskie
- mistrz Ekwadorskiej Serie A: 1990 (z LDU Quito)
- mistrz Ekwadorskiej Serie B: 1993 (z ESPOLI)